# Festival Terra de Trobadors
Terra de Trobadors és un festival medieval que va començar l'any 1990 a la vila de Castelló d'Empúries.
Amb ell es pretén reviure, amb la màxima fidelitat i rigor històric, el seu temps d'esplendor medieval quan la vila fou capital del comtat d'Empúries. Compta amb la participació de tots els veïns i entitats del poble i de diferents grups contractats. En ell s'hi celebren actuacions de música trobadoresca, combats de cavallers, un popular mercat medieval, actuacions musicals i de teatre, conferències de temes medievals i exposicions.
És un conjunt d'actes que tenen lloc normalment el segon cap de setmana de setembre coincidint amb la Diada Nacional de Catalunya. A partir de diverses actuacions i activitats, es vol recuperar la història i el passat en què Castelló va ser la capital del comtat d'Empúries, molt important durant l'edat mitjana, on convisqueren poetes, trobadors, joglars, cavallers ...
Cada any té una temàtica diferent, per exemple, en la XVIIIa edició es va triar com a tema i cronologia el temps d'Hug IV d'Empúries i el regnat del rei Jaume I.
Les principals activitats són el mercat medieval a la llotja, el torneig medieval, el sopar al pati del palau dels comtes i diferents actuacions musicals i teatrals al llarg de diversos dies intensos.